# Hale Ganjigunte, Sidlaghatta
Hale Ganjigunte là một làng thuộc tehsil Sidlaghatta, huyện Kolar, bang Karnataka, Ấn Độ.